# Гарсіясвілл (Техас)
Гарсіясвілл (англ. Garciasville) — переписна місцевість (CDP) в США, в окрузі Старр штату Техас. Населення — 43 особи (2020).

## Географія
Гарсіясвілл розташований за координатами 26°19′11″ пн. ш. 98°41′59″ зх. д. / 26.31972° пн. ш. 98.69972° зх. д. (26.319777, -98.699621).  За даними Бюро перепису населення США в 2010 році переписна місцевість мала площу 0,12 км², уся площа — суходіл.

## Демографія
Згідно з переписом 2010 року, у переписній місцевості мешкало 46 осіб у 14 домогосподарствах у складі 12 родин. Густота населення становила 377 осіб/км².  Було 16 помешкань (131/км²).
Расовий склад населення:
| - 100,0 % — білих |

До двох чи більше рас належало 0,0 %. Частка іспаномовних становила 100,0 % від усіх жителів.
За віковим діапазоном населення розподілялося таким чином: 17,4 % — особи молодші 18 років, 71,7 % — особи у віці 18—64 років, 10,9 % — особи у віці 65 років та старші. Медіана віку мешканця становила 41,3 року. На 100 осіб жіночої статі у переписній місцевості припадало 187,5 чоловіків;  на 100 жінок у віці від 18 років та старших — 153,3 чоловіків також старших 18 років.
Цивільне працевлаштоване населення становило 11 осіб. 